# Suthora
Suthora es un género de aves paseriformes perteneciente a la familia Sylviidae. Sus miembros anteriormente se clasificaban en el género Paradoxornis.

## Especies
El género contiene tres especies:
- Suthora fulvifrons - picoloro leonado;
- Suthora nipalensis - picoloro gorjinegro;
- Suthora verreauxi - picoloro dorado.